# ويليام إتش تي ووكر
ويليام إتش تي ووكر (بالإنجليزية: William H.T. Walker)‏ هو عسكري أمريكي، ولد في 26 نوفمبر 1816 في أوغستا في الولايات المتحدة، وتوفي في 22 يوليو 1864 في أتلانتا في الولايات المتحدة.